# SN 2007nb
SN 2007nb – supernowa typu Ia odkryta 6 października 2007 roku w galaktyce A232530+0025. W momencie odkrycia miała maksymalną jasność 22,10m.